# Jacques Dollar
Jacques Dollar, pseudoniem van Jacques François Dolar, (Le Bourget, 3 december 1926 – 18 februari 2017) was een Luxemburgs beeldhouwer, kunstschilder, historicus en auteur.

## Leven en werk
Dollar werd geboren in Frankrijk, als baby verhuisde hij met zijn ouders naar Oberkorn in Luxemburg.  Als 17-jarige ging hij in 1943 aan het werk in de metaalindustrie, aanvankelijk op de gieterij later als technisch tekenaar bij de Hadir en de Arbed. Tijdens de Tweede Wereldoorlog was hij als 'PI-man' (Formation des Patriotes indépendants luxembourgeois) actief in het verzet en werd hij enige tijd als politiek gevangene vastgezet. Dollar werd in 1955 genaturaliseerd tot Luxemburger. In 1983 ging hij met pensioen.
Als kunstenaar maakte Dollar schilderijen, tekeningen en sculpturen. Hij was lid van de Société de l'Art Vivant in Differdange, waarmee hij ook exposeerde. Hij won onder meer een afficheontwerpwedstrijd voor de Passiespelen in Differdange (1950) en de eerste prijs voor een tekening op een internationale tentoonstelling in Nancy (1955). Vanaf 1973 publiceerde Dollar boeken en artikelen over onder andere lokale geschiedenis en krijgsgeschiedenis van Luxemburg en Frankrijk. Verder was hij onder meer secretaris van de Entente des Résistants de la Commune de Differdange, bestuurslid van het comité Souvenir Français du Luxembourg en secretaris en medeoprichter (1972) van het Comité luxembourgeois du Mémorial du Général de Gaulle, dat zich inzette voor de oprichting van een monument ter ere van Charles de Gaulle in Colombey-les-Deux-Églises.
Dollar overleed op 90-jarige leeftijd, hij werd begraven in Bascharage.

## Enkele werken
Sculpturen
- 1965 Mémorial de l'évasion, Place de la Résistance, Differdange.[9]

Publicaties
- Les Luxembourgeois et la France de Poincaré à Pompidou. Luxemburg: Sankt-Paulus Verlag, 1973
- Napoléon et le Luxembourg. Luxemburg, 1979.
- Charles de Gaulle, symbole de la grandeur de la France. Luxemburg: Sankt-Paulus Verlag, 1980.
- La démystification du "Klöppelkrich" - Le soulèvement des paysans ardennais de 1798. Luxemburg: 1981.
- Vauban à Luxembourg, place forte de l'Europe (1684-1697). Luxemburg: RTL Edition, 1983.
- Josy Goerres et les PI-MEN dans la Résistance. Luxemburg, 1986.
- L'exode des Luxembourgeois sur les routes de France en mai 40. Luxemburg, 1990.
- Jean l'Aveugle. Luxemburg, 1991.
- Bicentenaire du massacre de Differdange. Luxemburg: Sankt-Paulus-Verlag, 1994.
- Le moulin banal de Bascharage, ancienne enclave barro-lorraine, Luxemburg, 1996.

## Onderscheidingen
- Ridder in het Legioen van Eer
- Officier in de Nationale Orde van Verdienste van Frankrijk (1980)[10]
- Verzetsmedaille (1976)[11]

- Bibliothèque nationale de France: cb12101810c (data)
- International Standard Name Identifier: 0000 0000 2485 3295
- Library of Congress Control Number: n80092424
- Musée national d'archéologie, d'histoire et d'art: lkl006899
- Système universitaire de documentation: 029378559
- Virtual International Authority File: 39406424
- WorldCat: E39PBJmphf6RvyG87TrBwBFVG3